# Medina River
Medina River är en flod i delstaten Texas, USA. Floden har på spanska kallats Rio Mariano, Rio San Jose och Rio de Bagres. Dess källor finns på Edwardsplatån i norra Bandera County och den förenar sig med  San Antonio River i södra Bexar County. Flodens längd är ca 190 km.  En stor del av dess vattenföring avleds för irrigationsprojekt.